# Darryn Hill
Darryn William Hill (nascido em 11 de agosto de 1974) é um ex-ciclista australiano, especialista em provas de velocidade do ciclismo de pista. É medalhista de bronze, conquistada na prova de velocidade por equipes nos Jogos Olímpicos de Verão de 2000, realizados em Sydney.